# پوکا رومی (جونین)
پوکا رومی (به اسپانیایی: Puka Rumi) یک کوه در پرو است که در Peru, Junín Region واقع شده‌است. پوکا رومی ۵٬۰۲۸ متر بالاتر از سطح دریا واقع شده‌است.